# マルク・デュトルー事件
マルク・デュトルー事件は、1996年にベルギーで発覚した少女拉致監禁・殺人事件。少なくとも6人の少女を誘拐し、地下壕に閉じ込めて強姦、共犯の男1人を含む計5人を殺害した罪で、2004年に終身刑が言い渡された。被害者のうち2名は救出され、2名は犯人が別件で逮捕収監中に餓死、ほか2名と共犯の男はドラッグを打たれ、生き埋めにされ殺害された。

## 概要
ベルギー人の自称電気工、マルク・デュトルー（Marc Dutroux, 1956年生まれ）は1989年に連続強姦犯として逮捕され、懲役13年の判決を受けて収監されたが、模範囚であったことを理由に、わずか3年後の1992年に釈放された。その際、獄中でPTSDとなったとして政府を訴え、毎月26万円程度の医療年金を受け取っていた。
その3年後、1995年にリエージュで8歳の少女2名を誘拐し、犯人の自宅地下に監禁した。その2か月後、オステンドの海岸にバカンスに来ていた17歳と19歳の2人を拉致監禁した。この10代の2人はほどなくしてドラッグを打たれて窒息死させられたと見られている。
1995年末に犯人が車両窃盗の容疑で逮捕され、半年間刑務所に入ったため、8歳の2人はこの間に餓死したものと見られている。犯人の妻は、食事を与えるよう犯人から命じられていたが、被害者を見るのが怖くて、地下室に行けなかったとのちに証言している。
出所後、2人が亡くなっていることを知った犯人は、2か月後の1996年5月に、12歳のザビーヌ・ダルデンヌを下校途中に拉致監禁し、強姦を続けた。同年8月に、さらに14歳の少女を路上で拉致したが、このとき通行人が犯人の車を目撃したことから、4日後に逮捕された。2人の少女は救出され、犯人の妻と犯行を手伝った男2名も逮捕された。

## 事件後
逮捕後、事件が報道されると、国民の警察に対する不満が噴出した。レイプ犯を刑期途中で釈放したこと、犯人の自宅を訪ねた際に少女の声を聞いたにもかかわらず、監禁に気づかなかったことなどから、1996年10月には警察の怠慢と司法制度に抗議する市民デモ「白の行進」が行なわれ、ベルギー国民の3%に当たる30万人近い人々が参加した。
捜査が遅々として進まない中、救出された被害者2名が証言台に立つことを決心し、2004年に裁判が行なわれ、犯人マルクに終身刑、妻と共犯者の一人にそれぞれ30年と25年の懲役が言い渡された。マルクはこの裁判で、もう一人の共犯者であるミシェル・ニウール（Michel Nihoul）が政財界の小児性愛者向け児童ポルノ・売春の秘密組織の一員であり、自分はそのために拉致監禁したと主張していたが、その証拠はないとされ、ニウールは麻薬取引の罪のみが課せられた。懲役5年の判決が出たが、2006年に釈放されている。
2012年、元妻が刑期半分で釈放の予定と発表されると、ブリュッセルで再び抗議のデモが行われたが、8月に釈放された。理由は刑務所経費の節減のため、とされている。

## 疑惑
捜査当初より、事件の背後に、警察関係者や政府高官などを含む富裕層向けの小児性愛ネットワークの存在が疑われていた。2004年の裁判では、マルク自身が「一連の犯行はその組織への女性調達のため」と主張したが、判決では証拠不十分として却下された。BBCが証言者のインタビューを含むドキュメンタリー番組を制作したほか、現在も一部で根強く疑惑が囁かれているが、モラル・パニックや陰謀論とする見方もあり、真実はわかっていない。
疑惑の根拠とされた主な理由は以下のとおり。
- マルクがレイプ犯で13年の刑を受けながら、3年で釈放されたこと。
- マルクの母親や近隣の人から、マルクの不審な行動が通報されていたにもかかわらず、警察は捜査をほとんどせず、捜査資料も改竄されていたこと。
- 逮捕前に自宅を訪れた警官が少女の話し声を聞いたにもかかわらず、調べなかったこと。
- 逮捕後、裁判まで8年もかかったこと。
- その8年間に、小児性愛組織に関しての証言者候補が次々と亡くなったこと。
- 共犯者の一人であるミシェル・ニウールが、「政界、財界、司法界、王室の関係者などが参加した小児性愛パーティーをフォ・レ・トンブ城（Faulx-les-Tombes）で開催したことがあり、自分が証言したら政府が転覆しかねない」とインタビューで発言したこと。
- 調査官のコネロット判事（Jean-Marc Connerotte）の呼びかけに応じて、小児性愛組織の犠牲者として証人X-1ことレジーナ・ルーフ（Regina Louf）が証言を申し出たが、妄想癖を疑われ、証言者から外されたこと（マルクとニウールとも顔見知りであり、組織のパーティではサディスティックな性虐待や殺人まであったと発言していた）。
- 事件の解決に熱心で、小児性愛組織を調査し始めたコネロット判事が担当から外されたこと。
- レジーナの発言を無視した判事がニウールと個人的に親しかったこと。
- 監禁部屋の毛髪がDNA検査されなかったこと。
- 殺された少女の親が遺体を見せてもらえなかったこと。
- ニウールも元妻も刑期半ばにして釈放されたこと。

フランスでは、同事件を扱った本の中でアルベール2世 (ベルギー王)も小児性愛パーティの常連客であったと書き、王とベルギー政府が出版社のフラマリオン社を訴えた。